# Università del Bosforo
L'Università Boğaziçi, nota altresì come Università del Bosforo (in lingua turca Boğaziçi Üniversitesi), è un'università pubblica fondata nel 1863 a Istanbul. L'ateneo, il cui campus principale è situato sul lato europeo della metropoli, dispone di sette facoltà e due scuole che offrono corsi di baccalaureato, oltre a sette istituti che offrono corsi di laurea magistrale.

## Storia
L'Università del Bosforo venne fondata nel 1863 come Robert College dall'imprenditore Christopher Rhinelander Robert, da cui prende il nome, e da Cyrus Hamlin, missionario, educatore e fondatore del seminario di Bebek, a Istanbul. Prima istituzione statunitense di istruzione superiore fuori dal territorio nazionale, accolse inizialmente un piccolo numero di studenti, appartenenti soprattutto alle minoranze dell'Impero ottomano. Molti erano gli armeni, bulgari e greci. Secondo Davison, nel 1869 soltanto due dei 71 studenti del college erano turchi. Nel 1908, la percentuale oscillava tra il 3 il 5 per cento della popolazione studentesca.
Finanziato da Robert, il college iniziò presto a dotarsi di una piccola biblioteca, la cui espansione venne incoraggiata da una donazione di 200 libri da parte dell'Università di Harvard. Il 20 dicembre 1868 un decreto (in turco ottomano: İrade) del sultano Abdülaziz autorizzò la costruzione di un primo campus per il college a Bebek, non lontano dal Castello rumeliano, dove si trova oggi il Campus sud dell'Università del Bosforo. I lavori iniziarono nel 1869 e l'edificio venne inaugurato nel luglio 1871. Venne battezzato Hamlin Hall, dal nome del missionario che aveva co-fondato la scuola.
Anche se già nel 1873 aveva lasciato la Turchia per gli Stati Uniti, Hamlin continuò a dirigere l'istituto fino al 1877. Dopo le sue dimissioni, il Robert College venne affidato al genero George Washburn, già preside, che ne fu il direttore dal 1878 al 1903. Lo stesso anno in cui Washburn prendeva il posto di Hamlin, Robert morì a Parigi. Lasciò scritto di destinare una parte della sua eredità al college.

### Dall'Impero ottomano alla repubblica
Caleb Frank Gates prese il posto di Washburn quando questi andò in pensione. Dirisse l'istituto dal 1903 al 1932, affrontando così il delicato passaggio dall'Impero ottomano alla repubblica. Se nel 1912 il Robert College festeggiò la nascita della sua Facoltà di Ingegneria, d'altro canto la presenza di membri delle minoranze dell'impero tra gli studenti si presentò a quel punto come un potenziale problema. Alexander Ludskanoff e Ivan Peev-Plachkoff, alumni del college, trovarono posto nel governo di Ivan Gešov, che guidò i bulgari nella prima guerra balcanica contro l'Impero ottomano. I buoni contatti di Gates con i piani alti della politica, sostiene tuttavia Erken, permisero all'istituto di superare indenne tanto questo ostacolo quanto la prima guerra mondiale, riuscendo a mantenere una certa indipendenza. Con la Conferenza di Losanna, gli Stati Uniti ottennero dalla neonata repubblica il riconoscimento e la protezione delle proprie istituzioni religiose e filantropiche. Negli anni successivi, il Robert College divenne la scuola dei figli di politici, burocrati e intellettuali turchi.

### La fondazione dell'università
Negli anni, l'offerta formativa del Robert College crebbe fino ad includere le scuole medie, le superiori e alcuni corsi di livello universitario (Lingue, Ingegneria e Amministrazione aziendale). Nel 1971, le scuole superiori del Robert College e il College femminile americano vennero accorpati in una scuola mista. Gli studenti si trasferirono ad Arnavutköy, nell'edificio in precedenza occupato dal College femminile. Al campus di Bebek rimasero le classi universitarie. Il 10 settembre si completò il trasferimento allo stato del campus, con l'inaugurazione della nuova Università del Bosforo. Aptullah Kuran, che prima di laurearsi in architettura a Yale aveva studiato al Robert College, venne chiamato a dirigerla.
Nonostante sia oggi interamente sotto l'amministrazione turca, l'università mantiene forti legami con il sistema educativo statunitense, a partire dalla scelta dell'inglese come lingua ufficiale di insegnamento.

### Gli anni recenti
Nel 2016 si concluse il mandato da rettore di Gülay Barbarosoğlu, in carica dall'agosto 2012. A luglio l'università si espresse su chi dovesse succederle e le confermò la fiducia, attribuendole quasi il 90% delle preferenze. Un decreto promulgato durante lo stato d'emergenza, in cui la Turchia si trovava dal fallito colpo di stato di luglio, diede tuttavia l'ultima parola al presidente della repubblica. Recep Tayyip Erdoğan nominò Mehmed Özkan al posto di Barbarosoğlu. Già vicerettore, Özkan fu scelto nonostante il suo nome non fosse tra quelli su cui l'ateneo si era espresso. La stampa sottolineò come fosse il fratello di Emine Nur Günay, parlamentare del Partito della giustizia e dello sviluppo.
Nei primi mesi del 2021, l'università del Bosforo fu teatro di proteste da parte di studenti e docenti, contrari alla decisione del presidente Erdoğan di nominare Melih Bulu come nuovo rettore. I manifestanti contestarono una nomina in cui l'università non ebbe voce in capitolo, sottolineando l'eccezionalità della scelta di non consultare lo staff accademico. Bulu fu tuttavia criticato anche per le sue idee politiche, sulla base del fatto che si candidò per un posto nelle liste del Partito della giustizia e dello sviluppo per le elezioni parlamentari del giugno 2015. Nell'agosto del 2021, l'incarico di rettore fu affidato tramite decreto presidenziale a Mehmet Naci İnci. La decisione portò a nuove proteste in seno all'università.

## Rettori
- Cyrus Hamlin (1863-1877)
- George Washburn (1878-1903)
- Caleb Frank Gates (1903-1932)
- Paul Monroe (1932-1935)
- Walter Livingston Wright Jr. (1935-1943)
- Floyd Henson Black (1944-1955)
- Duncan Smith Ballantine (1955-1961)

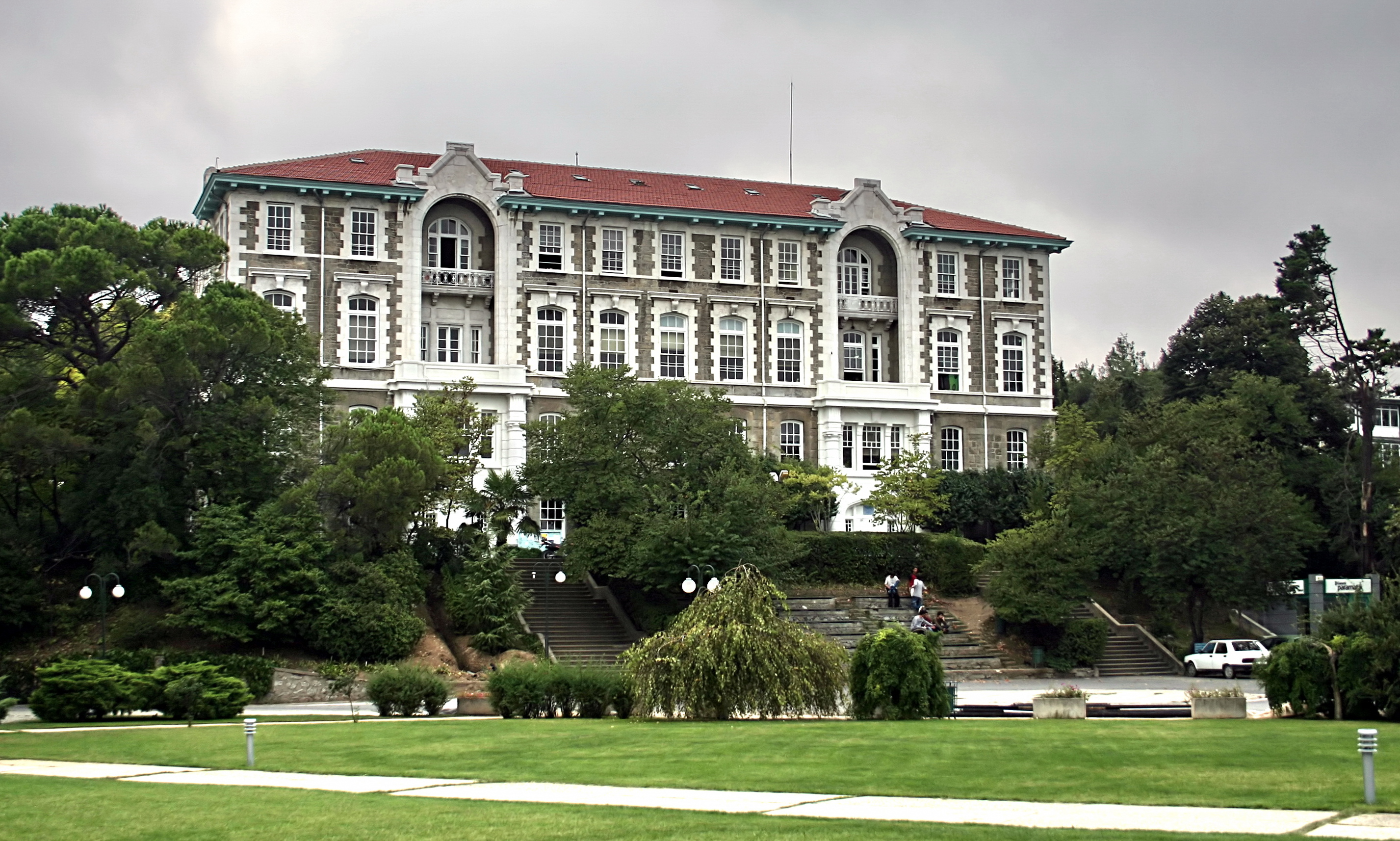
Sala Anderson

- Patrick Murphy Malin (1962-1965)
- Dwight James Simpson (1965-1967)
- John Scott Everton (1968-1971)
- Aptullah Kuran (1971–1979)
- Semih Tezcan (1979–1982)
- Ergün Toğrol (1982–1992)
- Üstün Ergüder (1992–2000)
- Sabih Tansal (2000–2004)
- Ayşe Soysal (2004–2008)
- Kadri Özçaldıran (2008–2012)
- Gülay Barbarosoğlu (2012-2016)
- Mehmed Özkan (2016–2020)
- Melih Bulu (2021)
- Mehmet Naci İnci (dal 2021)